# Maizuru, Kyōto
Maizuru (舞鶴市 Maizuru-shi) là một thành phố thuộc phủ Kyōto, Nhật Bản.